# Vexilla regis

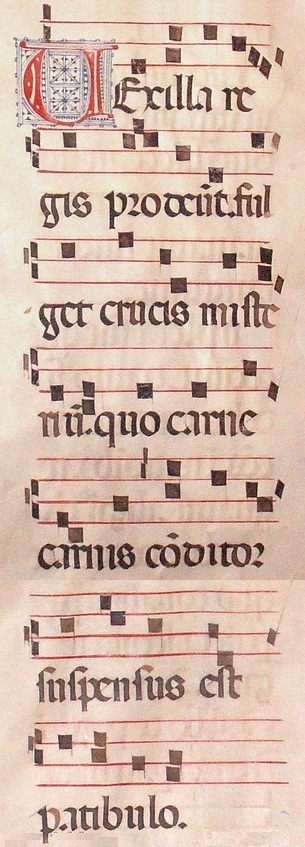
Vexilla regis prodeunt

Il Vexilla regis è un inno (Carm. II, 6), le cui parole sono tratte dal poemetto in dimetri giambici composto da Venanzio Fortunato in occasione dell'arrivo della reliquia della Vera Croce a Poitiers. Esso prende titolo dalle parole iniziali della prima stanza. Viene principalmente cantato il Venerdì santo in onore della Santa Croce, nella ricorrenza della festa, ormai soppressa, della Invenzione della Croce (3 maggio), e nella celebrazione della Esaltazione della Santa Croce (14 settembre).
Protagonista dell’inno è la Croce, albero nobile e fulgido, e la celebrazione del suo Mistero. Tuttavia, esso riprende diversi contenuti già evidenziati da Venanzio in un altro celebre inno sacro, il Pange Lingua. Nella scena della Passione sono riproposti alcuni particolari presenti nel Pange lingua: i chiodi (v. 5) e la lancia (v. 10), nonché il sangue e l’acqua (v. 12). Diverse sono però le modalità con cui viene veicolato il contenuto: come evidenzia, infatti, Stefania Filosini “nel Pange lingua la serie asindetica di sostantivi fa leva sul potere evocativo della parola e i singoli termini sono funzionali a richiamare agli occhi del lettore una serie di episodi evangelici; nel Vexilla regis Venanzio presenta in successione i momenti della crocifissione, zoomando su particolari rilevanti per le loro implicazioni teologiche”.
La fama dell’inno è testimoniata anche dal fatto che Dante Alighieri lo introdurrà nella Divina Commedia, in Inf. XXXIV, rovesciandone il senso, introducendo un significato parodico: se nell’inno latino i vexilla regis indicano la Croce, qui rappresentano le sei ali di Lucifero (descritte successivamente ai vv. 46-52). Natalino Sapegno, invece, ci offre una chiave di lettura diversa: “il tono non ha nulla in sé, come si suol ripetere, di ironico o parodistico: la rappresentazione di Lucifero vuole essere paurosa, con quegli aspetti mostruosi e grotteschi che il poeta attinge alla leggenda popolare e alle invenzioni figurative dell’arte romanica e gotica […]; in essa si raccoglie il concetto e il simbolo di tutto il male del mondo.” 
L'inno è citato anche da James Joyce in A Portrait of the Artist as a Young Man, capitolo V, nell'omonima novella di Luigi Pirandello e da Reinhold Messner in Vite al Limite, la sua biografia.
L'inno ha sempre avuto una grande importanza nella storia della musica. Veniva tradizionalmente cantato nelle processioni precedute dalla croce. Celebre l'esecuzione con coro a cappella, che accompagna la processione del Santo Legno e del Cristo Morto il venerdì santo a Mola di Bari, e del Cristo Morto e della Pietà a Molfetta, e a Barcellona Pozzo di Gotto (ME), dietro la processione delle "varette". Successivamente è stato musicato da Anton Bruckner. Anche Giacomo Puccini ha composto un suo adattamento per coro di voci maschili ed organo.
"Vexilla Regis" è stato anche l'inno dell'Esercito Reale e Cattolico che nel 1793 combatté i rivoluzionari in Vandea.

## Testo dell'inno
Vexilla regis prodeunt,
fulget crucis mysterium,
quo carne carnis conditor
suspensus est patibulo.
Confixa clavis viscera
tendens manus, vestigia
redemptionis gratia
hic inmolata est hostia.
Quo vulneratus insuper
mucrone diro lanceae,
ut nos lavaret crimine,
manavit unda sanguine.
Inpleta sunt quae concinit
David fideli carmine,
dicens nationibus:
regnavit a ligno Deus.
Arbor decora et fulgida,
ornata regis purpura,
electa, digno stipite
tam sancta membra tangere!
Beata cuius brachiis
pretium pependit saeculi
statera facta est corporis
praedam tulitque Tartari.
Fundis aroma cortice,
vincis sapore nectare,
jucunda fructu fertili
plaudis triumpho nobili.
Salve ara, salve victima
de passionis gloria,
qua vita mortem pertulit
et morte vitam reddidit.

## Testo
La traduzione seguente rispetta la metrica del testo e lo rende in forma semipoetica.
Inno della Santa Croce
Nota: Per l'Esaltazione della Santa Croce, e per tutta la Quaresima.

Latino
Vexìlla Regis pròdeunt;

Fulget Crucis mistèrium,

Qua vita mortem pèrtulit,

Et morte vitam rèddidit.

Figunt cruènti Nùminis

Clavi manus, vestìgia;

Redemptiònis gratia

Hic immolàtur hostia.

Post vulneràtus ìmpiae,

Mucròne diro lànceae,

Ut nos lavàret crìmine,

Manàvit unda et sànguine.

Ìmpleta sunt quae còncinit,

David fidèli càrmine,

Dicèndo nati ònibus:

Regnàvit a ligno Deus.

Arbor decor et fùlgida,

Ornàta regis pùrpura,

Elècta digno stìpite

Tam sancta membra tàngere.

Beàta, cuius bràchiis

Salus pèpendit saeculi:

Stàtera facta est còrporis,

Tulìtque praedam Tàrtari.

O crux, ave, spes unica

Hoc passiònis tèmpore,

Piis adauge gràtiam,

Reisque dele crìmina.

Te, summa coeli Trìnitas,

Collàudet omnis spìritus:

Quos per Crucis mistèrium

Salvas tuère iùgiter. Amen.

Italiano (traduzione semipoetica)
Del Monarca s'avanza il vessillo:

Della Croce rifulge il mistero,

Onde a morte distrusse l'impero

El che a tutti la vita rendé.

Del Divino Paziente le mani

Qui trafissero i chiodi ferali:

E a riscatto di tutti i mortali

Qui l'Eterno olocausto si fè.

Qui da barbara lancia si vide

Il divino costato trafitto,

E a mondarci del primo delitto

Sangue insieme con acqua versò.

E fu allor che del regio profeta

Si compié la famosa parola,

Lorché disse: Israel, ti consola,

Che l'Eterno da un legno regnò.

O dell'ostro regal rivestito,

Arbor santo, fra mille, tu solo

Del Signor della terra e del polo

L'almo corpo trascelto a toccar.

La salute del mondo sostennero

Le tue braccia tre volte beate,

E le schiere d'Abisso, spogliate,

Di lor preda, si vider tremar.

Salve, Croce, che l'unica speme

Sei dell'uomo: tu compine i voti;

Per te cresca la grazia ai devoti,

E de' rei si cancelli l'error.

Ogni spirto ti lodi, gran Triade,

E di lor che a salvezza Tu guidi,

Per la croce muovanti i gridi,

E li guarda con occhio d'amor.